# (37528) 1975 SX
1975 أس أكس (ويعرف أيضًا باسم (37528) 1975 أس أكس وفق تسمية الكوكب الصغير) (بالإنجليزية: 1975 SX)‏ هو كويكب ضمن حزام الكويكبات؛ وترتيبه 37528 من حيث الاكتشاف.
اكتُشف هذا الجُرم الفلكي بواسطة شيلت جون بوبي في 30 سبتمبر 1975.

## وصلات خارجية
- (37528) 1975 SX في قاعدة بيانات مختبر الدفع النفاث لأجرام النظام الشمسي الصغيرة

- الاكتشاف · مخطط المدار ·  العناصر المدارية · المعلمات المادية

- (37528) 1975 SX على موقع ويكي سكاي: DSS2, SDSS, GALEX, IRAS, Hydrogen α, X-Ray, Astrophoto, Sky Map, Articles and images